# Puente cubierto de Coldwater
El puente cubierto de Coldwater, también conocido como puente cubierto de Hughes Mill, es un puente cubierto de madera de propiedad local que atraviesa el desagüe del lago Oxford en el condado Calhoun, Alabama, Estados Unidos. Se encuentra en Oxford Lake Park, junto a la ruta estatal 21 en la ciudad de Oxford, a unos 6 kilómetros al sur de Anniston.
Construido alrededor de 1850, el puente de 19 metros, es una construcción poco común de celosía múltiple con poste de rey con Town Lattice en un solo tramo. El puente cubierto de Talladega, que también estaba ubicado en el condado de Calhoun, tenía un parecido similar. 
Su número en la Guía mundial de puentes cubiertos (WGCB por sus siglas en inglés) es 8.1.01. Fue incluido en el Registro Nacional de Lugares Históricos el 11 de abril de 1973. Actualmente es el puente cubierto más antiguo existente en Alabama. El puente es mantenido por la ciudad de Oxford.

## Historia
El puente cubierto de Coldwater fue construido por un antiguo esclavo alrededor de 1850 (aunque algunas fuentes dicen que fue construido ya en 1839), originalmente ubicado sobre Coldwater Creek en lo que ahora es Airport Road a lo largo de la frontera de los condados de Calhoun y Talladega cerca de la comunidad de Coldwater. 
Se encuentra a unos 13 kilómetros al oeste de su ubicación actual. Cerca se encontraba Coldwater Mill, también conocido como Hughes Mill, un aserradero local propiedad de Peter N. Hughes y Humphrey Hughes.
El puente se quemó parcialmente en las primeras horas de la mañana del 11 de agosto de 1920, pero pudo ser reparado y permaneció abierto al tráfico de vehículos motorizados. Un puente de hormigón y acero finalmente reemplazó al viejo Puente Cubierto de Coldwater en 1974, que pronto se dejó para sobrevivir temporalmente a los elementos. En 1990, el puente fue completamente restaurado y trasladado a Oxford Lake Park. El techo de hojalata que originalmente estaba en el puente cubierto ha sido reemplazado por un techo de tejas. Ahora es una de las muchas atracciones turísticas visitadas dentro del área de Anniston.